# Eigenstart
Der Begriff Eigenstart ist ein Fachbegriff aus der Luftfahrt und bezeichnet den Start eines Flugzeugs aus eigener Kraft.
Relevant ist dieser Begriff beim Segelflugzeug, das bei Ausführung als Motorsegler mit Hilfsmotor den Start aus eigener Kraft durchführen kann. Im Gegensatz dazu erfolgt der Start bei reinen Segelflugzeugen mit Fremdkraft in Form des Flugzeug-Schlepps oder des Windenstarts.
Die Berechtigung zur Startart Eigenstart muss erworben werden und wird in die Segelfluglizenz eingetragen.